# Tom Troupe
Tom Troupe (North Kansas City, 15 luglio 1928 – Beverly Hills, 20 luglio 2025) è stato un attore statunitense.

## Biografia
Tom Troupe studiò alla scuola di recitazione di Herbert Berghof al Greenwich Village a New York City, e debuttò a Broadway nel 1957 con il ruolo di Peter nel dramma Il diario di Anna Frank, interpretato da Joseph Schildkraut.
La sua principale attività fu quella di interprete di serie televisive, mentre sul grande schermo l'attore apparve in film importanti quali La brigata del diavolo (1968), Che! (1969) e Belli e dannati (1991).
È morto nel 2025, pochi giorni dopo aver compiuto 97 anni.

## Vita privata
Fu sposato con l'attrice Carole Cook dal 1964 fino al 2023, anno in cui rimase vedovo.

## Filmografia

### Cinema
- Il grande pescatore (The Big Fisherman), regia di Frank Borzage (1959)
- Sofi, regia di Robert G. Carlisle (1968)
- La brigata del diavolo (The Devil's Brigade), regia di Andrew V. McLaglen (1968)
- Che!, regia di Richard Fleischer (1969)
- I guerrieri (Kelly's Heroes), regia di Brian G. Hutton (1970)
- Phil il diritto (Making It), regia di John Erman (1971)
- PSI Factor, regia di Bryan Trizers (1980)
- Summer School - Una vacanza da ripetenti (Summer School), regia di Carl Reiner (1987)
- Belli e dannati (My Own Private Idaho), regia di Gus Van Sant (1991)
- Caravaggio and My Mother the Pope, regia di Gladys Florence (2015)

### Televisione
- The Kaiser Aluminum Hour – serie TV, episodio 1x24 (1957)
- Gli uomini della prateria (Rawhide) – serie TV, episodio 3x01 (1960)
- Lawman – serie TV, 1 episodio (1960)
- Harrigan and Son – serie TV, 1 episodio (1961)
- Il dottor Kildare (Dr. Kildare) – serie TV, 1 episodio (1961)
- Combat! – serie TV, 3 episodi (1963)
- Ben Casey – serie TV, 2 episodi (1962-1964)
- Il fuggiasco (The Fugitive) – serie TV, 1 episodio (1964)
- Organizzazione U.N.C.L.E. (The Man from U.N.C.L.E.) – serie TV, 1 episodio (1965)
- Polvere di stelle (Bob Hope Presents the Chrysler Theatre) – serie TV, 1 episodio (1965)
- Iron Horse – serie TV, 1 episodio (1966)
- Star Trek – serie TV, episodio 1x18 (1967)
- Missione impossibile (Mission: Impossible) – serie TV, 1 episodio (1967)
- Al banco della difesa (Judd for the Defense) – serie TV, 1 episodio (1967)
- Selvaggio west (The Wild Wild West) – serie TV, episodio 4x08 (1968)
- Mannix – serie TV, 1 episodio (1969)
- Giovani ribelli (The Young Rebels) – serie TV, 1 episodio (1970)
- Mistero in galleria (Night Gallery) – serie TV, 1 episodio (1971)
- Dan August – serie TV, 1 episodio (1971)
- La famiglia Smith (The Smith Family) – serie TV, 1 episodio (1972)
- A tutte le auto della polizia (The Rookies) – serie TV, 1 episodio (1972)
- F.B.I. (The F.B.I.) – serie TV, 1 episodio (1972)
- L'ultimo colpo dell'ispettore Clark (The Alpha Caper) – film TV (1973)
- Cannon – serie TV, 3 episodi (1973)
- McMillan e signora (McMillan & Wife) – serie TV, 2 episodi (1972-1973)
- Griff – serie TV, 1 episodio (1973)
- Difesa a oltranza (Owen Marshall: Counselor at Law) – serie TV, 2 episodi (1971-1974)
- Ironside – serie TV, 1 episodio (1974)
- Lucas Tanner – serie TV, 1 episodio (1974)
- Il pianeta delle scimmie (Planet of the Apes) – serie TV, 1 episodio (1974)
- Marcus Welby (Marcus Welby, M.D.) – serie TV, 2 episodi (1974-1975)
- Le strade di San Francisco (The Streets of San Francisco) – serie TV, 2 episodi (1973-1975)
- Barbary Coast – serie TV, 1 episodio (1975)
- Bert D'Angelo Superstar – serie TV, 1 episodio (1976)
- Gli sbandati (The Runaways) – serie TV, 1 episodio (1978)
- CHiPs – serie TV, 1 episodio (1979)
- The Thirteenth Day: The Story of Esther – film TV (1979)
- Quincy (Quincy, M.E.) – serie TV, 1 episodio (1980)
- Off the Minnesota Strip – film TV (1980)
- Voyagers! - Viaggiatori del tempo (Voyagers!) – serie TV, 1 episodio (1983)
- New York New York (Cagney & Lacey) – serie TV, 2 episodi (1985)
- Cin cin (Cheers) – serie TV, 1 episodio (1987)
- Amen – serie TV, 1 episodio (1988)
- Autostop per il cielo (Highway to Heaven) – serie TV, 1 episodio (1989)
- La signora in giallo (Murder, She Wrote) – serie TV, episodio 6x17 (1990)
- California (Knots Landing) – serie TV, 1 episodio (1991)
- Casalingo Superpiù (Who's the Boss?) – serie TV, 3 episodi (1990-1991)
- Baby Talk – serie TV, 2 episodi (1992)
- Frasier – serie TV, 1 episodio (1995)
- E.R. - Medici in prima linea (ER) – serie TV, 1 episodio (1998)
- What I Did Last Summer: Christmas in June – corto (2012)

## Doppiatori italiani
Nelle versioni in italiano delle opere in cui ha recitato, Tom Troupe è stato doppiato da:
- Romano Ghini in La signora in giallo
- Sandro Sardone in Frasier
- Enzo Consoli in CHiPs
- Franco Chillemi in Belli e dannati
- Michele Gammino ne I guerrieri